# Horse Cave (Kentucky)
Pour les articles homonymes, voir Horse Cave.
Horse Cave est une ville américaine située dans le comté de Hart, dans le Kentucky. Selon le recensement de 2020, sa population est de 2 212 habitants.